# Daniel Noboa
Daniel Roy Gilchrist Noboa Azín (Miami, 30 de noviembre de 1987) es un administrador, empresario y político ecuatoriano-estadounidense, presidente de la República del Ecuador desde el 23 de noviembre de 2023. Asumió el cargo a la edad de 35 años, siendo así el más joven en ser elegido democráticamente.
Su vida pública comenzó en mayo de 2021, al ser electo asambleísta nacional, por el Movimiento Ecuatoriano Unido. Estuvo en el cargo hasta mayo de 2023, cuando el gobierno de Guillermo Lasso decretó la «muerte cruzada», disolviendo el parlamento y llamando a elecciones extraordinarias. Noboa participó en dichos comicios, como candidato presidencial por la coalición Acción Democrática Nacional, conformada por el Movimiento Pueblo, Igualdad y Democracia y el Movimiento MOVER. En la primera vuelta obtuvo el segundo lugar, siendo electo en el balotaje. También es el tercer Noboa en llegar a la presidencia, estando emparentado con los otros dos presidentes, Diego Noboa (1850-1851) y Gustavo Noboa (2000-2003).
En las elecciones presidenciales de 2025, participó de nuevo para un segundo mandato, siendo reelecto en el balotaje con el 55 % de los votos.

## Biografía

### Primeros años y familia
Nació el 30 de noviembre de 1987, en la ciudad de Miami en Estados Unidos y posee doble nacionalidad, ecuatoriana y estadounidense. Proviene de una de las familias con mayor poder económico y político del país. Sus padres son Álvaro Noboa, el hombre más rico del Ecuador y candidato presidencial en cinco ocasiones y la doctora Annabella Azín. Es nieto del empresario, Luis Noboa Naranjo y de Isabel Pontón Ávila. Es sobrino de la empresaria, Isabel Noboa. Es descendiente de Diego Noboa, presidente entre 1850 y 1851.
Su segundo nombre significa «Rey servidor de Cristo» reveló su madre en una entrevista Anabella Azín.
Gracias a la fortuna de su familia, a los dieciocho años, fundó su propia empresa, DNA Entertainment Group, dedicada a la organización de eventos.
El 23 de diciembre de 2017, se casó con Gabriela Goldbaum Smith, con quien tiene una hija de nombre Luisa. Posteriormente, se divorció de Goldbaum en un largo litigio. En 2019, cuando aún estaba casado con Goldbaum, conoció a la influencer Lavinia Valbonesi, con quien contrajo matrimonio el 28 de agosto de 2021, después de un año y ocho meses de relación, y con la cual tiene dos hijos, Álvaro y Furio.

### Formación académica
Tras realizar estudios en la Escuela de Negocios Stern de la Universidad de Nueva York, obtuvo el título en Administración de Negocios, en 2010. Posteriormente, ingresó a la empresa familiar, la Corporación Noboa, donde llegó a ser director naviero y también fue director comercial y de logística, entre 2010 hasta junio de 2018.
En 2019, obtuvo la maestría en Administración de Negocios, en la Kellogg School of Managment. Un año después, consiguió la maestría en Administración Pública en la Universidad de Harvard.(Cita requerida)
En 2022, obtuvo su maestría en Comunicación Política y Gobernanza Estratégica en la Universidad George Washington. En esta universidad se unió a otras figuras latinoamericanas destacadas como el columnista de CNN Geovanny Vicente Romero, bajo la supervisión del profesor Roberto Izurieta, quien fue secretario de prensa en su gobierno.

## Carrera política

### Asambleísta
Fue electo asambleísta en las elecciones legislativas de 2021, en representación de Santa Elena, por el movimiento político Ecuatoriano Unido, tienda política de Edwin Moreno, hermano del expresidente Lenín Moreno. Fue posesionado el 14 de mayo del mismo año. Una vez instalada la asamblea, Noboa se integró en la Bancada del Acuerdo Nacional, bancada oficialista del Gobierno de Guillermo Lasso, con la cual llegó a presidir la Comisión de Desarrollo Económico del legislativo. Su participación más destacada como legislador fue como ponente durante la votación de la denominada ley de inversiones del presidente Lasso, la cual fue abogada por Noboa, pero rechazada por la mayoría de legisladores.
Posteriormente, tras la caída de popularidad del gobierno de Lasso, Noboa decidió abandonar la bancada y pasó a ser un legislador independiente. Al momento de la votación del llamado a juicio político de Lasso, Noboa estuvo ausente, pero su suplente votó a favor.

### Candidatura presidencial
Para 2023, Noboa se encontraba formando su propio movimiento político, con miras a las elecciones presidenciales de 2025, no obstante, el gobierno de Lasso decretó la «muerte cruzada», con la que convocó a elecciones extraordinarias. Es así que Noboa, decide presentarse a dichos comicios, sin embargo, como su agrupación política aún no está inscrita en el Consejo Nacional Electoral (CNE), decidió presentar su candidatura con el apoyo de los movimientos Pueblo, Igualdad y Democracia (PID) y MOVER. La coalición política fue inscrita con el nombre de la agrupación política de Noboa: Acción Democrática Nacional.
El 2 de junio, Noboa fue el primer candidato en inscribir su aceptación de candidatura ante el Consejo Nacional Electoral (CNE), presentando como su binomio a Verónica Abad. El 9 de junio, el CNE aprobó la candidatura del binomio Noboa-Abad.
Entre sus primeras propuestas, estuvieron generar empleo dando un impulso a los jóvenes y atraer inversión extranjera. También aludió a militarizar los puertos y fronteras del país, para frenar el tráfico de drogas.
La candidatura de Daniel Noboa se encontraba muy rezagada en los sondeos de intención de voto, hallándose entre el quinto y el sexto lugar, no obstante, tras el debate electoral, Noboa despuntó en las encuestas, logrando el segundo lugar en la primera vuelta electoral. En las simultáneas elecciones legislativas, ADN obtuvo 14 escaños, debido al arrastre de votación de Noboa.

## Presidente del Ecuador
Para el balotaje, la candidatura de Daniel Noboa aglutinó todo el voto "anticorreísta", siendo electo con el 51,83%, para un periodo de 18 meses. Se convierte así, en el presidente electo por votación popular más joven en la historia del país con treinta y cinco años, siendo el segundo presidente más joven del país, detrás de Juan José Flores, primer presidente de Ecuador, quien tenía veintinueve años al iniciar su primer período tras la disolución de la Gran Colombia.

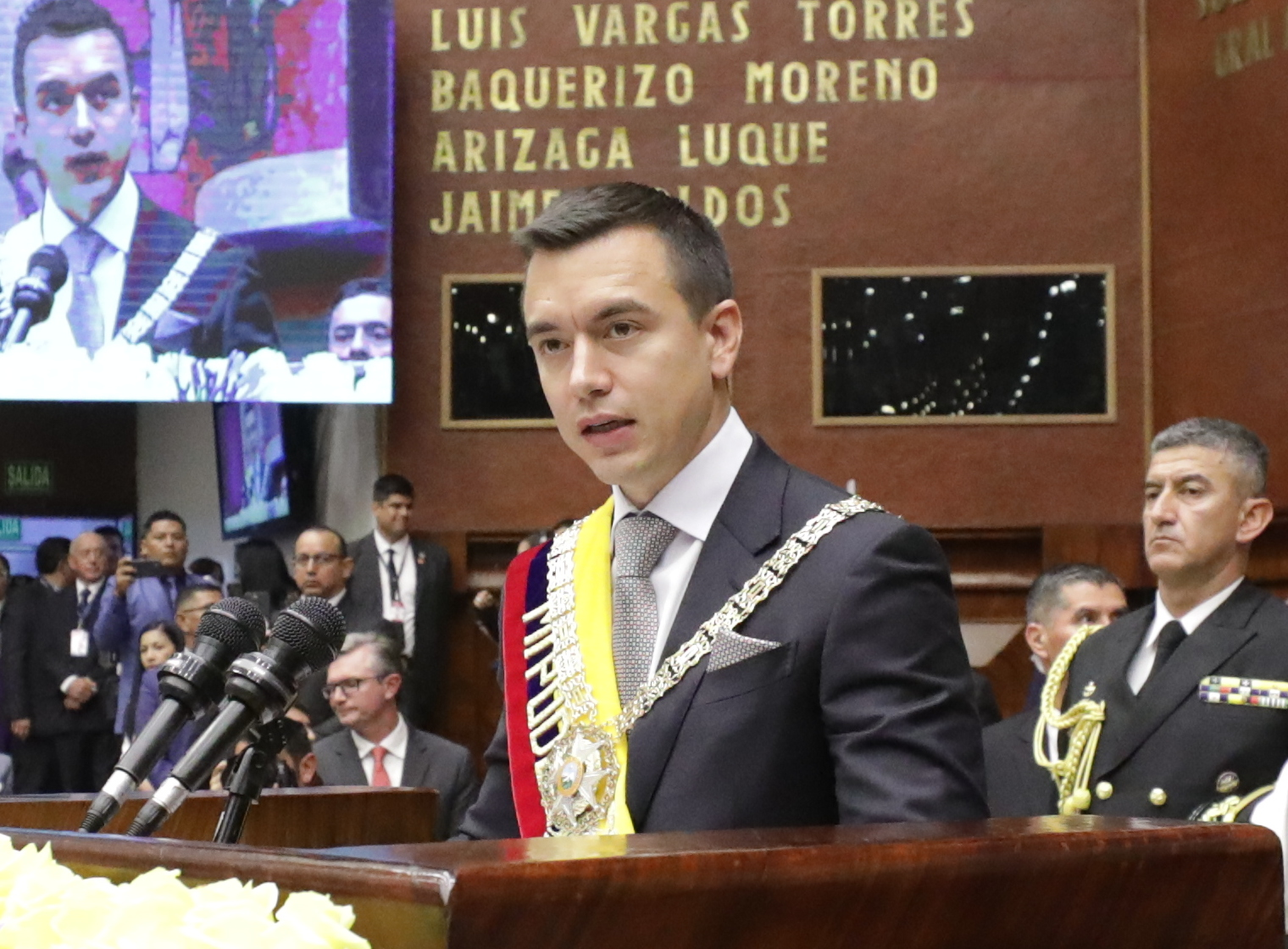
Daniel Noboa durante su discurso de toma de posesión.

El 23 de noviembre de 2023, asumió la presidencia de Ecuador por un periodo de 18 meses, completando el mandato inconcluso del presidente saliente Guillermo Lasso.
El presidente de Colombia, Gustavo Petro, fue el único jefe de Estado extranjero que asistió a su toma de posesión. Su discurso inaugural duró siete minutos donde criticó los «viejos paradigmas» en la Asamblea Nacional.
Horas después de asumir el cargo, Noboa prometió reformas para reducir la violencia y crear oportunidades de empleo en el país, a pesar de que no había designado un ministro de Finanzas, anunciando además  el fin de la "tabla de drogas" mediante la cual se reglamentaba el porte de sustancias psicoactivas.
Los cortes de electricidad fueron recurrentes y sistemáticos, alcanzando hasta 14 horas diarias en algunos momentos, incluso en las principales ciudades y centros industriales.
La pobreza aumentó al 28% de la población, lo que representó más de 5,2 millones de personas con ingresos inferiores a 91,43 dólares mensuales, según el Instituto Nacional de Estadística y Censos (INEC). El empleo informal subió al 58% de la fuerza laboral, alcanzando su nivel más alto desde diciembre de 2007.
En abril de 2024, Noboa elevó el IVA del 12% al 15%, lo que incrementó el costo de vida para la mayoría de la población.

## Posiciones políticas

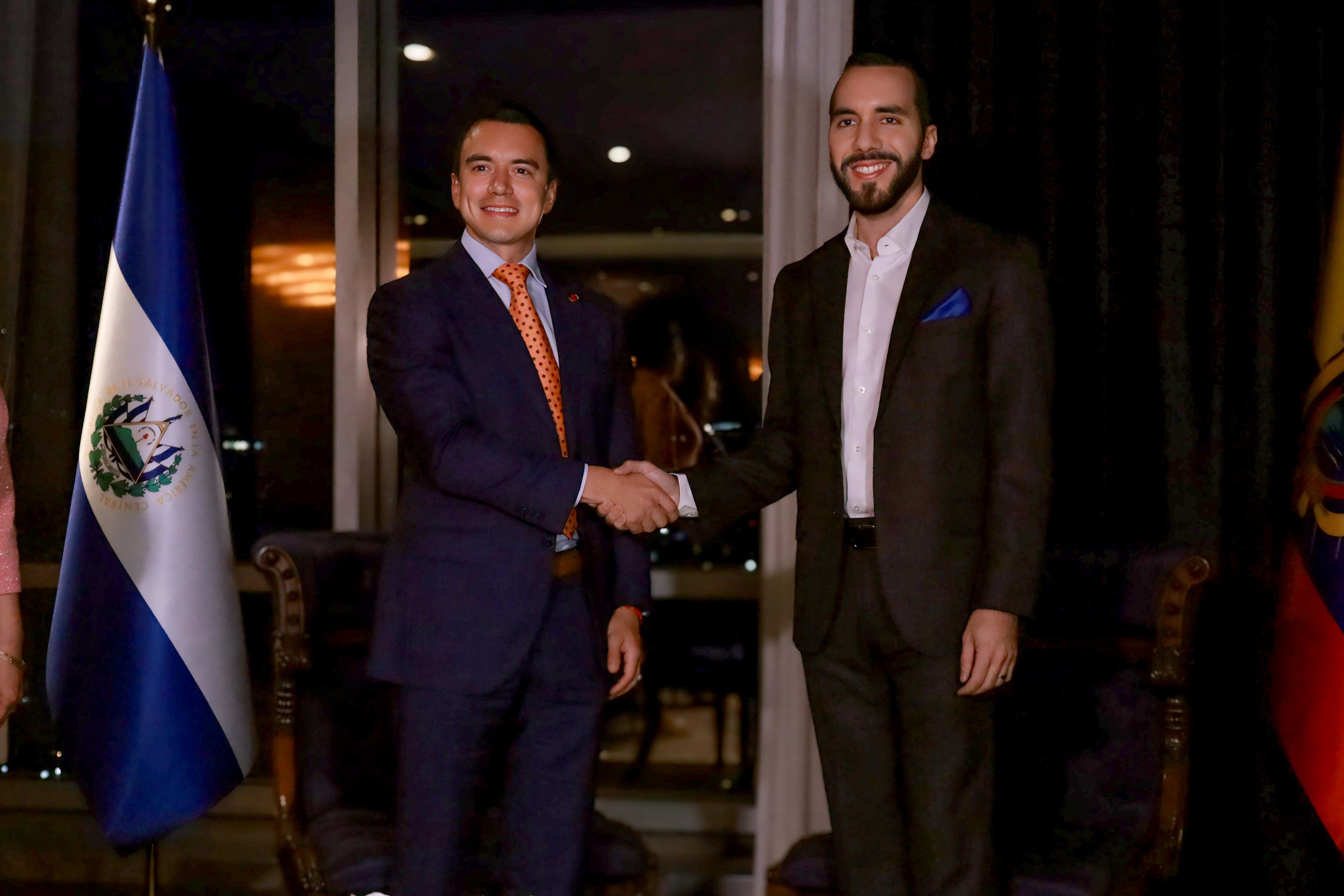
San Salvador (El Salvador), 31 de mayo de 2024.- Daniel Noboa, mantuvo un diálogo fraterno con el presidente reelecto Nayib Bukele.

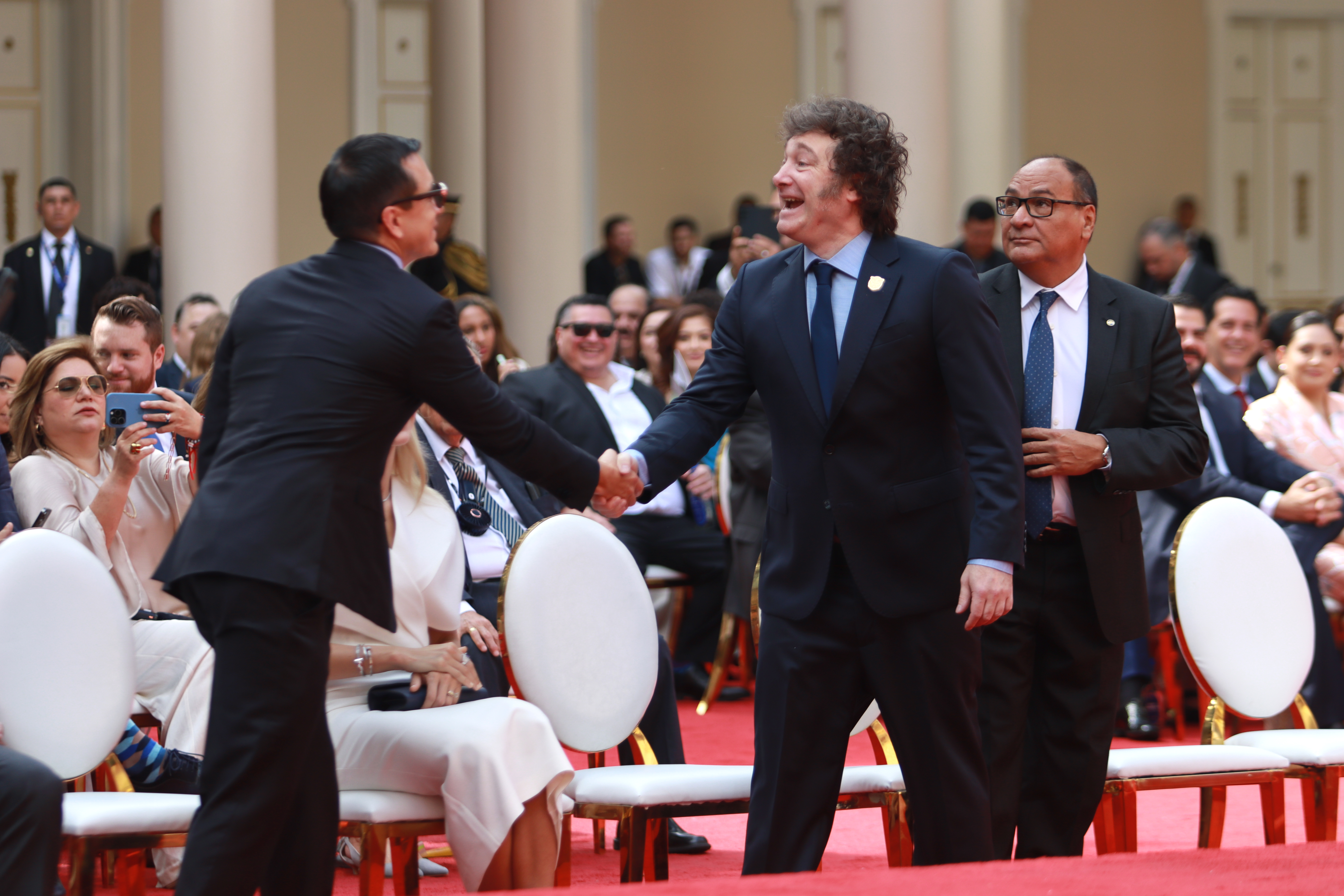
Daniel Noboa junto con Javier Milei de Argentina durante la ceremonia de investidura presidencial de Bukele.

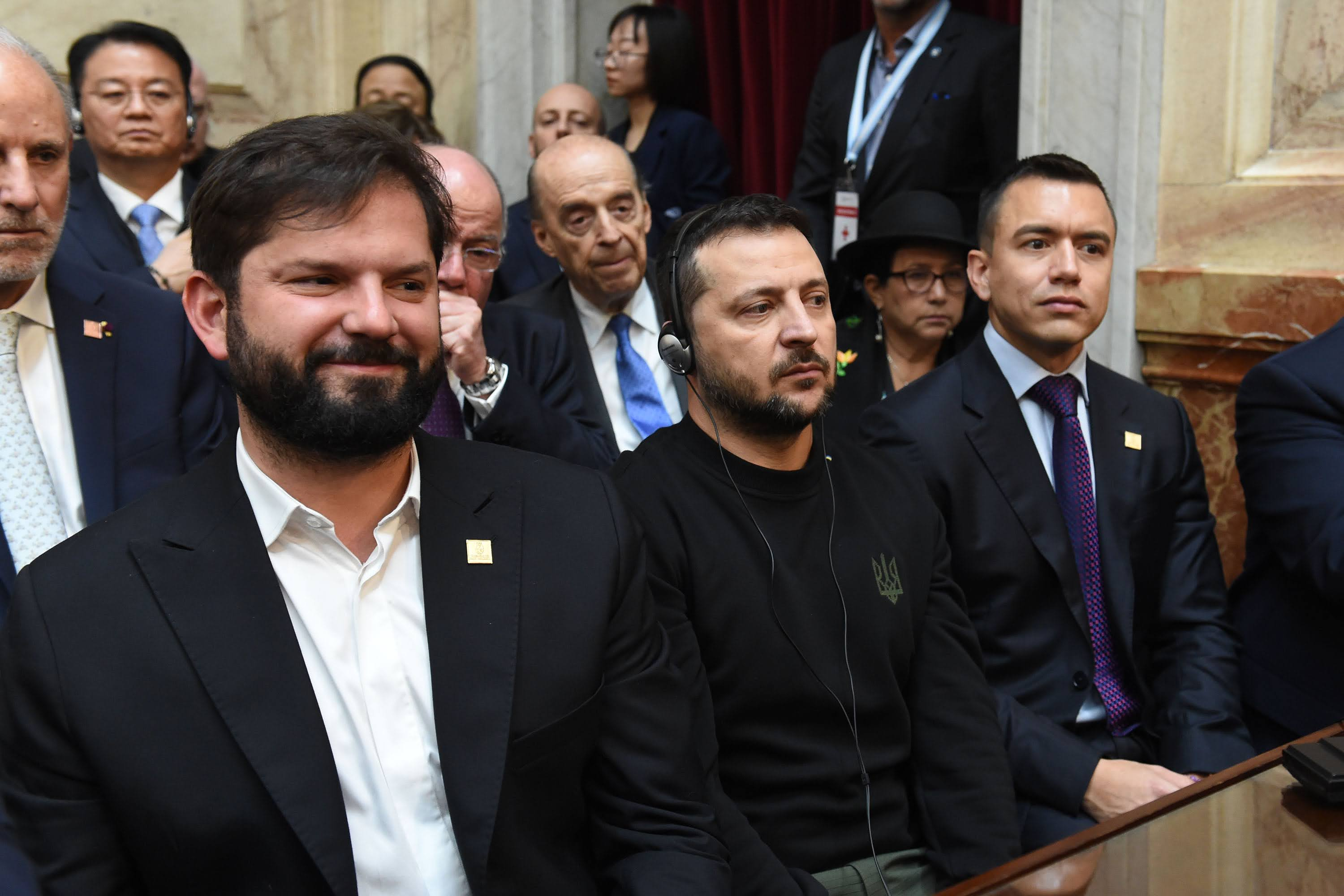
Gabriel Boric, Volodímir Zelenski y Noboa en la toma de posesión de Javier Milei en diciembre de 2023.

El 10 de diciembre de 2023, Noboa asistió a la toma de posesión del presidente argentino Javier Milei. Noboa ha declarado no identificarse con la derecha ni con la izquierda del espectro político. Sin embargo la mayoría de los medios de comunicación consideran a Noboa parte de la centroderecha o de la derecha política. Otros medios, en cambio, lo catalogan cercano al centrismoo a la socialdemocracia.
En una entrevista con Diario Expreso, Daniel Noboa fue cuestionado sobre las críticas a su supuesta falta de posturas políticas definidas. En respuesta, remitió al medio a la trayectoria política de su padre, Álvaro Noboa, y afirmó: «¿Cuál es mi ideología? Centro, centro-izquierda».

## Controversias

### Demanda a Mapfre
En junio de 2021, fue admitida una querella presentada por Noboa a un juzgado español, para que investigara a la aseguradora Mapfre por el presunto delito de vulneración del derecho a la intimidad y revelación de secretos, por datos que usó Goldbaum durante el proceso de divorcio.

### Empresas en paraísos fiscales
En octubre de 2023, el diario brasileño Folha de S. Paulo reveló que Daniel Noboa posee, según los Pandora Papers, empresas en paraísos fiscales, por lo que su candidatura presidencial habría incumplido la Ley del Pacto Ético, aprobada tras la consulta popular de 2017, que prohíbe a los candidatos a cargos públicos de elección popular ser propietarios directos o indirectos de bienes o capitales, de cualquier naturaleza, en jurisdicciones o regímenes considerados como paraísos fiscales 8C.

### Caso Olón
En mayo de 2024, fue polémica la tala del manglar en las riberas del Bosque Protector esterillo Oloncito por parte de la empresa Vinzin S.A propiedad de Lavinia Valbonesi, esposa de Noboa. Los permisos medioambientales para la construcción fueron concedidos por el Ministerio de Ambiente, Agua y Transición Ecológica doce días después de haberse posesionado el gabinete del presidente. Esto a pesar de que el bosque protector donde se buscaba emplazar el proyecto forma parte del patrimonio forestal del país y por lo tanto goza de protección legal, además de que los manglares están reconocido en la constitución como ecosistemas frágiles y amenazados.
Caso Progen
El caso PROGEN en Ecuador ha desatado un escándalo debido a un contrato millonario de 149 millones de dólares firmado por el gobierno para la compra de generadores termoeléctricos, que, a pesar de estar en proceso desde agosto, aún no se han entregado de manera funcional. La ministra de Energía, Inés Manzano, ha expresado dudas sobre el origen y estado de los transformadores necesarios para su funcionamiento, mientras que el gobierno y la empresa PROGEN se enfrentan por demoras en la inspección y entrega de los equipos. Además, se ha denunciado que PROGEN recibió un anticipo del 70% por generadores descontinuados desde 2015, lo que ha generado sospechas de corrupción, con implicaciones que involucran al exministro de Energía, Roberto Luque, y al exministro de Gobierno, Félix Wong, reubicados en diferentes posiciones gubernamentales. En medio de una crisis energética, estos retrasos y la falta de transparencia en el proceso empeoran la situación, dejando al país sin los 150 megavatios prometidos.

### Persecución contra la vicepresidente Verónica Abad
Desde el primer día de su gobierno, Daniel Noboa mantuvo una relación tensa con su vicepresidente, Verónica Abad. No apareció en la foto inaugural del gabinete y, posteriormente, fue designada embajadora en Israel. Poco después, recibió la orden de trasladarse a Estambul en un plazo de tres días. Abad calificó estas decisiones como «un exilio forzoso» y una «persecución política», denunciando además que la detención de su hijo—acusado de tráfico de influencias y recluido en una prisión de máxima seguridad— era un «montaje» para presionarla a renunciar.
Por haber llegado con cuatro días de retraso a su nueva asignación, el Ministerio de Trabajo la suspendió por 150 días. Sin embargo, impugnó la medida ante la justicia constitucional, que finalmente anuló la suspensión.
El 27 de febrero de 2025, el juez Guillermo Ortega del Tribunal Contencioso Electoral sentenció a Abad por violencia política de género en contra de la canciller Gabriela Sommerfeld. La sentencia incluía la suspensión de sus derechos políticos por dos años y una multa de 30 salarios básicos unificados (aproximadamente USD 14,100). El 24 de marzo, el pleno del Tribunal Contencioso Electoral falló en contra de la apelación de Abad y ratificó la sentencia en su contra. Tras esto, Noboa designó a Cynthia Gellibert como su vicepresidente encargada debido a la suspensión temporal de Abad.